# Ibrahim al-Asiri
Pour les articles homonymes, voir al-Asiri.
Ibrahim al-Asiri, né le 18 avril 1982 à Riyad, mort en 2017 au Yémen, est un terroriste saoudien soupçonné d'être l'artificier en chef de bombes d'Al-Qaïda dans la péninsule arabique (AQPA).

## Biographie

### Les débuts
Issu d'une famille de militaires de la classe moyenne, Ibrahim Al-Asiri projette d'abord de travailler dans l'industrie pétrochimique saoudienne comme ingénieur et commence à cette fin une licence de chimie à l'université de Riyad, mais l'invasion de l'Irak par les Etats-Unis le décide à arrêter ses études supérieures. Il part en Irak pour intégrer Al-Qaïda en Mésopotamie. Arrêté à la frontière saoudienne, il est condamné à trois ans de prison après lesquelles il disparaît.

### Le chef des ateliers d'armement d'AQPA
Réfugié au Yémen, il y épouse une Yéménite dont il a un fils Saleh et c'est en tant qu'Abou Saleh, qu'il est identifié en 2009 comme membre d'Al-Qaeda in the Arabian Peninsula en tant que chef des ateliers d'armement parce qu'il maîtrise, selon AQPA, les armes conventionnelles, y compris les missiles russe SA-7 et français Milan.
Il organise l'attentat-suicide mené par son propre frère Abdullah al-Asiri (en) août 2009 contre Mohammed ben Nayef pour lequel Ibrahim al-Asiri conçoit un explosif sans aucun composant métallique dissimulé dans le caleçon. C'est sur le même procédé qu'il organise la tentative d'attentat menée par Umar Farouk Abdulmutallab le 25 décembre 2009 contre le vol Amsterdam-Détroit. En octobre 2010, il dissimule deux charges à l'intérieur de cartouches d'imprimante neuves et les envoie par fret aérien à destination de Dubai, pour l'une, et de Londres, pour l'autre.
Entre 2011 et 2012, Ibrahim al-Asiri travaille à la mise au point d'un explosif liquide implantable dans un être vivant, ce qui lui vaut de devenir n°2 d'AQPA et d'intégrer le commandement central d'Al-Qaïda
Ibrahim al-Asiri a par ailleurs mis en place des ateliers d'armement et de formation aux explosifs au Yémen. 

### Décès
Ibrahim al-Asiri est une cible des drones américains et a été donné pour mort à au moins trois reprises. Ces frappes ont provoqué la mort d'au moins 22 civils.
Un rapport de l'ONU publié en août 2018 confirme la mort d'Ibrahim al-Asiri, tué en 2017 par un drone américain au Yémen.